# Nowa Synagoga Sławkowska
Nowa Synagoga Sławkowska – znajdowała się w Krakowie. Jako lokalizację synagogi wskazuje się północną stronę ulicy Szpiglarskiej. Nowa Synagoga Sławkowska powstała za zgodą króla Zygmunta I Starego z 1537.
W 1494 r. wybuchł pożar Krakowa, który przez historyków jest uznawany za początek wygnania Żydów z miasta. Synagoga ta została wybudowana po pożarze, co wskazuje na to, że Żydzi nadal zamieszkiwali w Krakowie.
Synagoga mogła zostać zniszczona w XVII w. lub rozebrana przez Austriaków na przełomie XVIII w i XIX w. Nie są znane dokładne daty powstania i rozbiórki synagogi.